# 冒険王 (漫画雑誌)
『冒険王』（ぼうけんおう）は、1949年から1983年にかけて秋田書店が発刊していた月刊漫画雑誌。1970年代に児童向けテレビまんが誌に路線変更した。
ここでは、1966年から1974年に発刊していた『別冊冒険王（映画テレビマガジン）』と、本誌が1983年に改名した『TVアニメマガジン』についても記述する。

## 概要
1949年に『少年少女冐險王』の誌名で創刊。講談社『少年クラブ』、少年画報社『少年画報』、光文社『少年』の競合誌として、戦後の子供向け漫画雑誌の一時代を築いた。増刊号として刊行された『漫画王』は兄弟誌として独立した。
その誌名の通り、冒険ものの作品を多く掲載し、初期には誌名のサブタイトルに『痛快・漫画と読物』とあるよう、漫画に限らず小説も連載されていた。
1956年2月号から『冒険王』に誌名変更。
1960年代後半、週刊誌の台頭で競合誌の休刊が相次ぎ、漫画のラインナップ面で試行錯誤を続ける中、秋田書店は月刊漫画雑誌『別冊少年チャンピオン（現：月刊少年チャンピオン）』を創刊した。
1971年12月に講談社から創刊された『テレビマガジン』の影響を機に、1972年以降は児童向けテレビ雑誌に転換され、特撮・アニメ作品の大挙掲載を開始する。以降、それまでの路線は別冊少年チャンピオンに統合されたが、漫画誌としての側面は失われず、特撮・アニメ作品とのバランスを取ることで『テレビマガジン』、『テレビランド（黒崎出版→徳間書店）』、『てれびくん（小学館）』との差別化を図った。この時期は芸能関連やバラエティ番組の人気キャラクター、スポーツ選手などの記事も他誌より力を入れた。
1970年代前半は別冊として『映画テレビマガジン』が刊行されていた。
テレビアニメのコミカライズとしては、アニメ版監督・設定デザインの松本零士自身による『宇宙戦艦ヤマト』が連載されたが、松本がアニメの設定制作と並行しつつもテレビ放映と歩調を合わせることが難しく、放送打ち切りの影響もあり、「ダイジェスト版になってしまった」のコメントを残す結果となった。
続編『宇宙戦艦ヤマト2』はテレビ放映終了後も連載を継続したが、松本がアニメ映画『銀河鉄道999』の制作に注力するために休載した関係から、物語は中盤で未完となり、連載中断に終わった。その後のシリーズである『宇宙戦艦ヤマトIII』は作画担当が愛沢ひろしへと交代している。
1978年から翌1979年にかけて、創刊30周年を迎えるにあたり、漫画雑誌としての原点回帰を図ったが、新たに小学館から創刊された『コロコロコミック』に部数面で追い抜かれた。
そのため、1980年前後にかけて、オリジナル漫画の規模を縮小し、『テレビマガジン』『てれびくん』『テレビランド』と同様の誌面内容にシフト。この時期には、テレビアニメ『機動戦士ガンダム』のコミカライズが連載された。1982年からは表紙に「テレビと映画のチャンピオン」のサブタイトルが付けられた。アニメ・特撮作品以外にも、当時のスポーツ・芸能関連として西武ライオンズや榊原郁恵、松本伊代、イモ欽トリオなどのアイドルの記事も掲載されたものの、売れ行きは低迷し、1983年4月号を最後に『TVアニメマガジン』へ誌名変更された。

## 掲載作品一覧
※漫画作品から特撮・アニメ・児童向けドラマとして映像化された作品に関しては漫画作品扱いとする。

### 漫画作品
- 沙漠の魔王（福島鉄次、1949年3月創刊号 - 1956年2月号・1957年4月号 - 9月号、創刊号のみ「ポップ少年の冒険・ダイヤ魔神」のタイトル）
- 怪童彌太丸（作：水島喬、絵：土村正壽、1949年3月創刊号 - 7月号）
- 新バグダットの盗賊（松下井知夫、1949年3月創刊号 - ）
- 白豹王子（作：平岡野里男、絵：土村正壽、1949年4月号 - 9月号）
- 流星變化（作：月居信雄、絵：三谷一馬、1949年8月号 - ）
- ぴかどん小僧（白路徹、1949年8月号 - ）
- 西部の旋風兒（作：村岡龍夫、絵：戸塚孝、1949年9月号 - ）
- イガグリくん（福井英一→作：福井英一、絵：清水春雄→竹山のぼる→有川旭一、1952年3月号 - 1954年8月号(福井版)・1954年9月号-1960年12月号 ）
  - イガグリくん - マンガ図書館Z（外部リンク）
- K2王国（作：香山滋、絵：福島鉄次）
- 熱血仮面（岡友彦）
- 花も嵐も（永松健）
- 木刀くん（高野よしてる）
- がっちりどん平（古沢日出夫、1956年1月号 - ）
- はやぶさ頭巾（東浦美津夫、 - 1957年9月号）
- 千葉の小天狗（山口あきら、1956年1月号 - ）
- 漫画日本史（鈴木光明）
- 少年ニッポン（関谷ひさし、 - 1957年12月号）
- LOST WORLD 前世紀星（手塚治虫、1955年1月号 - 4月号）
- 茶々若丸
- スーパーマン（提供:ナナ通信、1956年1月号 - ）
- 練兵館の鬼（作：中沢巠夫、絵：石井治、1956年1月号 - ）
- 山岳少年（作：小山勝清、絵：古賀亜十夫、1956年1月号 - ）
- もえる極光（小松崎茂、1956年1月号 - ）
- 紅こうもり（石井治、 - 1956年2月号）
- 黒胴月之助（山田常夫、1956年2月号 - ）
- 水戸黄門（太田じろう、 - 1956年3月号）
- 鉄腕パンチくん（入江修、 - 1956年3月号）
- 探偵四郎（木下としお、1956年8月号 - 11月号）
- 山の章太郎（永島慎二、1956年5月号 - 9月号）
- 嵐風之助（遠藤政治、1956年7月号 - 9月号）
- ライオンくん（下山長平、1956年9月号 - ）
- 怪獣博士（福元一義、1956年10月号 - 1957年2月号）
- いなづま半次捕物帳（夢野凡天、1956年11月号 - ）
- こがらし大助（横山光輝、1956年11月号 - 1957年2月号付録）
- ハリケーン太郎（土屋一平、1956年9月号 - ）
- ひよどり天兵（武内つなよし、1956年2月号 - ）
- 疾風剣士（福島鉄次、1957年1月号 - ）
- 火の玉竜之進（田中久、 - 1957年4月号）
- 変相魔人（作：梶原一騎、絵：桑田次郎、1957年4月号 - 9月号）
- 仮面1957（笹川利行、 - 1957年5月号）
- まぼろし太郎（社領系明、 - 1957年5月号）
- がんばり太郎（阿部和助、 - 1957年5月号）
- 月笛小太郎（土屋一平、 - 1957年5月号）
- 西鉄武蔵（作：五十公野清一、絵：吉田郁也、1957年6月号 - 9月号）
- 伊勢新九郎（作：井口朝生、絵：南村喬、 - 1957年8月号）
- スタジオくん（うしおそうじ、1957年7月号 - ）
- 清水次郎長（作：細島喜美、絵：沢貞勝、1957年10月号 - 12月号）
- 六太物語（作：宮崎博史、絵：岩田浩昌、 - 1957年10月号）
- 黒胴くん（小松立美、1957年10月号 - ）
- あらわし頭巾（東村登、1957年10月号 - ）
- 軍犬吹雪よさらば（作：棟田博、絵：古賀亜十夫、1957年11月号・12月号）
- せむし魔人（作：梶原一騎、絵：岩田浩昌、1957年11月号 - ）
- われは空の子（関谷ひさし、1957年11月号 - ）
- 鉄腕リキヤ（吉田竜夫、 - 1957年12月号）
- 桃太郎頭巾（逗子文哉、 - 1957年12月号）
- ジャジャ馬くん（関谷ひさし、1958年1月号 - 1963年12月号）
- 白雪剣之助（作：長谷公二、絵：九里一平、1960年1月号 - ）
- 鉄腕キング（高野よしてる、1960年1月号 - ）
- きんとき小僧（有川旭一、1960年1月号 - ）
- ダイナミック探偵（天馬正人、1960年3月号 - ）
- 黒帯快男児（田中正雄、1960年1月号 - 5月号）
- 東京パトロール（武内つなよし、 - 1960年5月号）
- はりきり一ちゃん（下山長平、1960年5月号 - ）
- 空の王者ジェットマン（三島みちひこ、 - 1960年6月号）
- がめついくん（コン太郎、1960年6月号 - ）
- ピカドンくん（ムロタニツネ象）
- ゼロ戦レッド（貝塚ひろし）
- わんぱく太閤記（大野ゆたか、 - 1961年3月号）
- 宝石城Z（堀江卓、 - 1961年3月号）
- 拳銃エース（影丸譲也[4]、 - 1961年11月号）
- 地球王子（石川球太、1961年3月号 - ）
- カン太郎（赤塚不二夫、 - 1961年9月号）
- おいらは金時（板井レンタロー、1961年9月号 - ）
- スキップケン（小沢さとる、1961年9月号 - ）
- 風の伊賀丸（小山春夫、1961年11月号 - ）
- 指令000（九里一平、 - 1961年11月号）
- ザンバ（石川球太）
- 烈剣五郎（小沢さとる）
- ハリケーンGメン（九里一平）
- ミスター巨人（伊東あきお）
- 潜水艦スーパー99（松本零士、1964年11月号 - 1965年12月号）
- 半月拳四郎（夢野凡天）
- 虹をよぶ拳（作：梶原一騎、絵：つのだじろう）
- 魔神ガロン（手塚治虫）
- 卜伝くん（一峰大二）
- 少年潜水艦隊（荘司利雄）
- 秘密戦隊ハリケーン（貝塚ひろし）
- テレビ小僧（石森章太郎、1966年10月号 - ）
- ズーズーC（森田拳次）
- ライバル左腕（つのだじろう）
- アキレ太くん（板井れんたろう）
- ジャングル太郎（伊東あきお）
- №0（関谷ひさし）
- どろろ（手塚治虫）
- 夕やけ番長（作：梶原一騎、絵：荘司としお、 - 1971年3月号）
- おれたちと奴（作:真樹日佐夫絵:林ひさお）
- サド公爵（ジョージ秋山）
- 怪盗20世紀（作:真樹日佐夫、絵:渡辺さだよし）
- 突撃どアホウ（城たけし）
- 炎の紋章（作:おづか敬吾、絵:大倉元則）
- ドタマジン太（板井れんたろう）
- フラッシュ雷太（今村ゆたか）
- ファイターNo.1（作：小池一雄、絵：北野英明）
- ゴキブリ旋風（水島新司）
- サンダー大王（横山光輝、1971年10月号 - 1972年11月号）
- 太平洋の下手投げ（作：近藤唯之、絵：荘司としお）
- マスクマン0（作：小池一雄、絵：小畑じゅんじ、 - 1972年6月号）
- 格闘王V（作：梶原一騎、絵：みね武、 - 1971年11月号）
- ごろまき健（石井いさみ、 - 1971年11月号）
- 海っ子大将（作：神保史郎、絵：大竹豊、1971年12月号 - 1972年4月号）
- スーパーめだまん（小山田つとむ、 - 1972年6月号）
- メチャクチャNo.1（赤塚不二夫）
- 大バカ探偵はくち小五郎（赤塚不二夫、1972年6月号 - ）
- ハレホレいたずら教室（しのだひでお、 - 1972年12月号）
- エロスくん（井谷好志、 - 1972年12月号）
- ニャンニャンニャンダ（赤塚不二夫）
- サイボーグ009（石森章太郎）
- 冒険家族はしれ!ドンキー号（作：田中英二、絵：小山田つとむ）
- ピコピコロボベエ（ジョージ秋山、1973年5月号 - ）
- ひょうたん（内山まもる、1974年8月号 - 1979年7月号）
- 冒険探偵クルス(作：三木孝祐、絵：岩田廉太郎)
- おれの太陽(古城武司、 - 1978年8月号)
- ハッスル!父ちゃん
- わんぱく勲章（作：絵土伴太、絵：金沢博、1977年2月号 - ）
- エースの球ちゃん（貝塚ひろし、1977年4月号 - ）
- アタック健坊（成井紀郎、1977年7月号 - ）
- スクラム青春（小畑じゅんじ、1977年7月号 - ）
- 花子先生（とりいかずよし、1977年8月号 - 1981年6月号）
- 昔ばなしまんが劇場（森田拳次、1977年7月号別冊ふろく - ）
- とんでもナイト（しごと大介、1979年6月号 - ）
- ジャリ園長(はまだよしみ)
- 男物語(なかやま九一、1978年11月号 - )
- 熱球ゴン（貝塚ひろし、1980年2月号 - 1981年4月号）
- キーマン（うしおそうじ・小山田つとむ、 - 1981年7月号）
- キャンバス小僧(やまと虹一)
- マッハSOS（桜多吾作とダイナミックプロ、1977年4月号 - ）
- 戦え!インベーダー・ハンター（山崎晴也・田辺節雄）
- ちゃんこファミリー(村生ミオ、 - 1981年10月号)
- チャレンジくん（しごと大介、 - 1981年6月号）
- ロボットそん59（リッキー谷内、1980年9月号 - 1981年10月号）
- ミルキーコマンド銀河戦士（作：石津嵐、絵：新谷かおる）
- CARボーイ（関谷ひさし、1978年9月号 - ）
- ンなバ～～～～カな?（南泉寿、1981年2月号 - 1983年4月号）
- どちょんぼサッタン（高梨鉄平）
- マジたん（貝塚ひろし、1981年5月号 - 10月号）
- 銭ダケ平次（しごと大介、1981年7月号 - 1982年6月号）
- トマトン（はやししげき、1981年7月号 - 1983年4月号）
- あにまるタウン（ミスター・どおなっつ、1981年8月号 - 1982年1月号）
- バイバイモギー（カキ・オラ、1982年1月号 - 9月号）
- ハイ!私、刑事です（シュン・タロー、1982年3月号 - 1983年4月号）
- ぷれい・ばっく（なかにしあきら、1982年8月号 - 1983年4月号）
- スーパー家族GO!GO!Sマン（村形順子・木村知生、1982年4月号 - 7月号）
- ICブッシュマンの大冒険（小山田つとむ、1982年10月号 - 12月号）
- 妖怪パトロール タケルがきた（のなかみのる、1983年1月号 - 4月号）

ほか

### 特撮作品
- アラーの使者（原作・川内康範、漫画・九里一平）
- 魔神バンダー（原作・東連山、漫画・井上智、1966年10月号 - ）
- 豹マン
- タイムトンネル
- 妖怪大戦争
- 宇宙猿人ゴリ（スペクトルマン）（原作・うしおそうじ、絵・うしおそうじ、渡辺善夫、漫画・一峰大二、1971年2月号 - 1972年5月号）
- 変身忍者嵐（原作・石森章太郎、漫画・石川賢、1972年4月号 - 1973年3月号）
- 超人バロム1（原作・さいとうたかを、漫画・古城武司、1972年5月号 - ）
- 快傑ライオン丸（原案・うしおそうじ、作・田村多津夫、漫画・一峰大二、1972年4月号 - 1973年4月号）
- 仮面ライダーシリーズ（原作・石森章太郎）
  - 仮面ライダー（新・仮面ライダー）（すがやみつる、1971年11月号・12月号付録ポスター、1972年6月号 - 1973年3月号）
  - 仮面ライダーV3（すがやみつる、1973年3月号 - ）
  - 仮面ライダーX（すがやみつる）
  - 仮面ライダーアマゾン（すがやみつる）
  - 仮面ライダーストロンガー（すがやみつる）
  - 仮面ライダー (スカイライダー)（石川森彦、1979年9月号 - ）
  - 仮面ライダースーパー1（石川森彦）
  - 仮面ライダーZX（金山静夫、 - 1983年4月号）
- 地球攻撃命令 ゴジラ対ガイガン
- ゴジラ対メガロ
- 風雲ライオン丸（原作・うしおそうじ、漫画・一峰大二、1973年5月号 - ）
- サンダーマスク（原案・上原正三、漫画・長谷川猛、1972年11月号 - 1973年4月号）
- 流星人間ゾーン（原案・田中友幸、漫画・古城武司、1973年4月号 - ）
- 白獅子仮面（かずたかし、1973年4月号 - ）
- スーパーロボット レッドバロン（時里信一）
- レインボーマン（原作・川内康範、漫画・小畑しゅんじ）
- 鉄人タイガーセブン（原作・うしおそうじ、漫画・小畑しゅんじ）
- 電人ザボーガー（原案・小池一雄、漫画・一峰大二）
- 冒険ロックバット
- 少年探偵団（原作・江戸川乱歩、漫画・岩田廉太郎）
- アクマイザー3（原作・石森章太郎、漫画・山田ゴロ）
- 超神ビビューン（原作・石森章太郎、漫画・山田ゴロ、 - 1977年1月号）
- 宇宙鉄人キョーダイン（原作・石森章太郎、漫画・時里信一）
- ぐるぐるメダマン（原作・秋月一彦、漫画・吾妻ひでお）
- バトルホーク（原作・永井豪、石川賢、漫画・石川賢）
- 快傑ズバット（原作・石森章太郎、漫画・すがやみつる、 - 1977年10月号）
- 大鉄人17（原作・石森章太郎、漫画・岡崎優、1977年4月号 - ）
- UFO大戦争 戦え! レッドタイガー（原作・大野幸太郎、漫画・岩田廉太郎、1978年5月号 - ）
- 宇宙からのメッセージ
- スパイダーマン（原作・八手三郎、漫画・すがやみつる、1978年6月号 - ）
- スーパー戦隊シリーズ（原作・八手三郎）
  - バトルフィーバーJ
  - 電子戦隊デンジマン（漫画・浅井まさのぶ、1980年2月号 - ）
  - 太陽戦隊サンバルカン
  - 大戦隊ゴーグルファイブ（漫画・大谷章、 - 1983年2月号）
  - 科学戦隊ダイナマン（漫画・大谷章、1983年2月号 - ）
- 月光仮面（原作・川内康範、漫画・岡崎優、1981年4月号・5月号）
- 東映不思議コメディーシリーズ（原作・石森章太郎）
  - ロボット8ちゃん（漫画・シュガー佐藤）
  - バッテンロボ丸（漫画・シュガー佐藤）
- 宇宙刑事シリーズ（原作・八手三郎）
  - 宇宙刑事ギャバン（漫画・石川森彦、 - 1983年3月号）
  - 宇宙刑事シャリバン（漫画・石川森彦、1983年3月号・4月号）

### アニメ作品
- レインボー戦隊ロビン（原作・スタジオ・ゼロ、漫画・吉谷竜二、1966年7月号 - 1967年4月号）
- デビルマン（原作・永井豪、漫画・蛭田充、1972年8月号 - 1973年4月号）
- マジンガーZ（原作・永井豪、漫画・桜多吾作、1973年10月号 - 1974年9月号）
  - グレートマジンガー（原作・永井豪、漫画・桜多吾作、1974年10月号 - 1975年10月号）
  - UFOロボ グレンダイザー（原作・永井豪、漫画・桜多吾作、1975年10月号 - 1977年3月号）
- アストロガンガー（作・鈴川鉄久、馬嶋満、漫画・浅井まさのぶ、1972年10月号 - 1973年4月号付録）
- バビル2世（原作・横山光輝、漫画・加来あきら→鳴島生、1973年1月号 - 1973年9月号）
- ミクロイドZ→ミクロイドS（原作・手塚治虫、漫画・大和田守、1973年4月号 - 1973年9月号）
- 新造人間キャシャーン（原作・吉田竜夫、漫画・浅井まさのぶ）
- 破裏拳ポリマー（原作・吉田竜夫、漫画・浅井まさのぶ）
- 宇宙の騎士テッカマン（原作・吉田竜夫、漫画・浅井まさのぶ）
- チャージマン研!（みやぞえ郁雄）
- ゼロテスター（原作・鈴木良武、漫画・蛭田充）
- 宇宙戦艦ヤマト（企画／原案・西崎義展、漫画・松本零士、1974年11月 - 1975年4月号）[注釈 6]
  - さらば宇宙戦艦ヤマト 愛の戦士たち（宇宙戦艦ヤマト2）[注釈 4]（1978年7月号 - 1980年1月号〈1979年8、9、11月号 休載〉）
  - 宇宙戦艦ヤマトIII（漫画・愛沢ひろし、1980年11月号 - 1981年8月号）
- 勇者ライディーン（原作・鈴木良武、漫画・古城武司）
- 鋼鉄ジーグ(漫画・松本めぐむ）
- ゲッターロボG（原作・永井豪、漫画・石川賢）
- 大空魔竜ガイキング（原作・中谷国夫、漫画・古城武司）
- ゴワッパー5ゴーダム(原作・タツノコプロ企画室、漫画・金沢博、 - 1977年1月号)
- ブロッカー軍団IVマシーンブラスター（一峰大二）
- マグネロボ ガ・キーン（原作・東映動画プロジェクトチーム、漫画・岡崎優）
- 無敵超人ザンボット3（原作・鈴木良武、富野喜幸、漫画・岩田廉太郎、1977年11月号 - ）
- アローエンブレム グランプリの鷹（漫画・金沢博、1977年11月号別冊ふろく - ）
- とびだせ!マシーン飛竜（漫画・津原義明、1977年11月号別冊ふろく - ）
- まんが偉人物語（漫画・藤田茂、1977年12月号別冊ふろく - ）
- 無敵鋼人ダイターン3（原作・矢立肇、富野喜幸、漫画・岡崎優）
- ジェッターマルス（原作・手塚治虫、漫画・岩田廉太郎、 - 1977年10月号）
- ろぼっ子ビートン（原作・大隅正秋と飛行船企画、漫画・小山田つとむ）
- 惑星ロボ ダンガードA（松本零士、1977年4月号 - ）
- 超人戦隊バラタック（漫画・池原しげと）
- SF西遊記スタージンガー(原作・松本零士、漫画・池原しげと、1978年5月号別冊ふろく - )
- さよなら銀河鉄道999
- 機動戦士ガンダム（原作・矢立肇、富野喜幸、漫画・岡崎優）
- まんが猿飛佐助(漫画・池原しげと、1979年11月号 - )
- 科学冒険隊タンサー5(漫画・金沢博、1979年9月号 - )
- 円卓の騎士物語　燃えろアーサー（原作・御厨さと美、漫画・川西淳一、1979年9月号 - ）
- 闘士ゴーディアン（漫画・桜多吾作、1979年11月号 - ）
- 伝説巨神イデオン（原作・矢立肇、富野喜幸、漫画・古城武司）
- 無敵ロボ トライダーG7（原作・矢立肇、漫画・木村知生、1980年2月号 - ）
- 太陽の使者 鉄人28号（原作・横山光輝、漫画・岸森伴）
- 燃えろアーサー　白馬の王子（原作・御厨さとみ、漫画・川西淳一）
- 黄金戦士ゴールドライタン（漫画・木村知生）
- 最強ロボ ダイオージャ
- おじゃまんが山田くん
- 太陽の牙ダグラム（原案・矢立肇、原作・高橋良輔、星山博之、漫画・岡崎優、 - 1983年4月号）
- まんが水戸黄門(漫画・増田ジュン)
- 六神合体ゴッドマーズ（原作・横山光輝、漫画・岸本修）
- 戦闘メカ ザブングル（原作・富野由悠季、漫画・愛沢ひろし、 - 1983年2月号）
- ドン・ドラキュラ（1982年6月号）
- 超時空要塞マクロス（原作・スタジオぬえ、漫画・増田ジュン、 - 1983年4月号）
- 聖戦士ダンバイン（原作・富野由悠季、漫画・杉山たかゆき、1983年2月号 - 4月号）
- 未来警察ウラシマン（白石まさあき、1983年2月号 - 4月号）
- タイムボカンシリーズ（1983年4月号）

### ドラマ
- 少年事件記者（作・沢村毅、絵・石川球太、1960年10月号 - 1961年2月号）
- ホームラン教室（作・高垣葵、絵・寺田ヒロオ→赤塚不二夫、 - 1961年3月号）
- 白馬童子(一峰大二)
- 0011ナポレオン・ソロ（漫画・さいとうたかを）
- GO!GOスカイヤー（原作・野口賀津雄、漫画・浅井まさのぶ、1973年5月号 - ）

### その他
- ミクロマン（漫画・新宅よしみつ→池原しげと→古城武司、1976年2月号 - 1981年3月号・1982年7月号 - 1983年4月号）
- デンセンマン（北見けんいち、1977年7月号 - 1978年9月号）
- ムキムキマン（漫画・緒形彰、1978年8月号・10月号別冊ふろく - ）
- モリケンの笑とショート（森田拳次）

## 別冊冒険王
『別冊冒険王』は、1966年から1974年にかけて秋田書店が発刊していた漫画雑誌。
1966年に『冒険王』の別冊の季刊誌として創刊。1972年夏季号から児童向けテレビ漫画誌に路線変更し、副表題『映画テレビマガジン』が付くようになった。1973年4月号から月刊化し、児童向けテレビ雑誌として初めてB5ワイド判型となった。オイルショックの影響により、1974年2月号にて休刊。
誌面リニューアルについて、当時編集長を務めていた成田清美は、『冒険王』本誌の漫画雑誌としての体裁を保つため、『別冊』をグラビア主体とすることで差別化を図ったとしている。
『映画テレビマガジン』の名は、のちにアニメのムックに使われた。

## TVアニメマガジン
『冒険王』は1983年5月号より『TVアニメマガジン』に誌名を変更し、誌面のサイズは、『冒険王』のB5サイズからABサイズへと変更された。
誌名が競合誌の『テレビマガジン』に酷似していたため、売れ行きは低迷を続け、翌1984年1月号から誌名ロゴ変更と同時に、サイズもB5へと戻したものの、依然として回復にはつながらず、同年6月号を最後に休刊が決定。『冒険王』時代から35年間にわたる歴史に幕を閉じた。

### 掲載作品一覧（TVアニメマガジン）

#### 特撮作品（TVアニメマガジン）
- 科学戦隊ダイナマン（漫画・大谷章、1983年5月号 - ）
- 宇宙刑事シャリバン（漫画・石川森彦、1983年5月号 - ）[注釈 7]
- バッテンロボ丸（漫画・シュガー佐藤、1983年5月号 - ）
- ペットントン（漫画・シュガー佐藤）
- 仮面ライダーZX（漫画・金山静夫、1983年5月号 - ）
- 10号誕生!仮面ライダー全員集合!!
- 星雲仮面マシンマン（漫画・金山静夫）
- 超電子バイオマン（漫画・岡崎優）

#### アニメ作品（TVアニメマガジン）
- 未来警察ウラシマン（漫画・白石まさあき、1983年5月号 - ）
- プラレス3四郎
- 聖戦士ダンバイン（漫画・杉山たかゆき、1983年5月号 - ）
- パソコントラベル探偵団（漫画・小華さとる、1983年5月号 - ）
- マッドマシン[注釈 8]（漫画・かもはらなおき、1983年5月号 - ）
- 超時空シリーズ
  - 超時空要塞マクロス（漫画・増田ジュン、1983年5月号 - ）
  - 超時空世紀オーガス（漫画・増田ジュン）
- イタダキマン（漫画・のなかみのる、1983年5月号 - ）
- 装甲騎兵ボトムズ（原案・矢立肇、原作・高橋良輔、漫画・岡崎優、1983年5月号 - ）
- 銀河漂流バイファム（漫画・シュン・タロー）
- 特装機兵ドルバック（漫画・かもはらなおき）
- 機甲創世記モスピーダ（漫画・のなかみのる）
- スターザンS（漫画・白石まさあき）
- 重戦機エルガイム（漫画・杉山たかゆき）
- 巨神ゴーグ（漫画・のなかみのる）
- らんぽう（原作は僚誌『週刊少年チャンピオン』で連載）

#### その他（TVアニメマガジン）
- ミクロマン（漫画・古城武司、1983年5月号 - ）
- バカウケ4コマ（漫画・南泉寿、1983年5月号 - ）